# Scrittura creativa
La scrittura creativa è ogni genere di scrittura che vada al di là della normale scrittura professionale, giornalistica, accademica e tecnica. La scrittura creativa è tipicamente identificata con un'enfasi sull'aspetto narrativo, lo sviluppo di personaggi, l'utilizzo di tropi letterari o con varie tradizioni di poesia e poetica. La definizione di "scrittura creativa" è piuttosto elastica, per cui è difficile definire a prescindere cosa rientra nella categoria e cosa no: al suo interno vi rientrano infatti sia opere di finzione (anche conosciuta con il termine inglese di fiction) che opere di saggistica (o non-fiction in inglese), includendo forme come romanzi, racconti brevi, poesie e biografie.

## Origini e sviluppi

### Stati Uniti di America
L'idea dell'insegnamento della scrittura creativa ha radici statunitensi. Troviamo le sue origini e le motivazioni educative nel lavoro di un pedagogista, John Dewey. All'inizio del XX secolo Dewey sviluppa il suo concetto di “scuola attiva”, ponendo al centro dell'attenzione degli educatori due termini importanti: progressivo e creativo, poiché l'educazione è un processo continuo che dura tutta la vita, è in costante mutamento e nella quale l'esperienza pratica ha un valore determinante.
Partendo da queste basi negli Stati Uniti di America, all'interno delle università, nei primi decenni del Novecento (1915), partono i primi corsi di scrittura narrativa che, non molto tempo dopo, diventano corsi di scrittura creativa, come materie autonome. Nel 1936 nasce l'Iowa Writing Workshop, il master più prestigioso, dove hanno studiato e/o insegnato John Cheever, Kurt Vonnegut, Philip Roth, Tom Coraghessan Boyle, Robert Lowell, Michael Cunningham, Trenton Lee Stewart.
Alcuni grandi scrittori americani sono usciti proprio dai corsi di scrittura creativa e, a loro volta, ne sono diventati gli insegnanti. Wystan Hugh Auden, Iosif Aleksandrovich Brodsky, Saul Bellow, Jack Kerouac, Allen Ginsberg, William Seward Burroughs, Francis Scott Fitzgerald, Ernest Hemingway, Raymond Carver, Howard Hawks, Robert Coover, Joyce Carol Oates, Jonathan Safran Foer, Gary Shteyngart, John Irving, Michael Chabon, Alice Sebold, Richard Ford, Edgar Lawrence Doctorow, Kazuo Ishiguro, Ian McEwan e tanti altri poeti e scrittori famosi in tutto il mondo si sono laureati o hanno frequentato corsi e master di scrittura creativa.
All'inizio del XXI secolo, quasi tutte le università americane hanno nei loro programmi formativi seminari e master di scrittura creativa (negli Stati Uniti i master in scrittura creativa sono 153 rispetto ai 15 negli anni ottanta del XX secolo).

### Europa
L'insegnamento della scrittura creativa si è sviluppata in modo diverso negli stati europei. In alcuni stati, Regno Unito in prima fila e a seguire Germania e Repubblica Ceca, l'insegnamento della scrittura creativa trova spazio all'interno delle università con corsi e lauree e nelle scuole private; negli altri paesi, soprattutto del Mediterraneo, l'offerta formativa si è sviluppata soprattutto nelle scuole private, il cui diploma non è riconosciuto legalmente. La Francia, dove la scrittura creativa ha avuto grande diffusione grazie ai pedagogisti Célestin Freinet e Paul Le Bohec, è l'unico Stato in cui sia possibile trovare una formazione per i formatori in scrittura creativa.
L'esperienza, le metodologie e le applicazioni si sono sviluppate in maniera diversa in ciascuno Stato e ogni scuola presenta decise differenze didattiche. Alcune insegnano più propriamente la tecnica, altre, invece, hanno anche l'ambizione di insegnare a conoscere meglio sé stessi attraverso la scrittura, altre ancora ritengono che lo scopo primario delle scuole di scrittura creativa sia di migliorare lo stile di scrittura e, soprattutto, di insegnare a leggere in modo più consapevole e critico. Per favorire relazioni e scambio di esperienze e per mettere a confronto i vari programmi, sin dal 2005, tra le varie scuole europee si sono sviluppate reti di comunicazione, come ad esempio la European Network of Creative Writing Programmes (ENCWP).
A Madrid, nel 2010, sette tra le maggiori scuole si sono unite nell'Associazione Europea di Scrittura Creativa (European Association of Creative Writing) con l'obiettivo di migliorare la didattica attraverso uno scambio di idee, contenuti e metodologie.

### Italia
La didattica sulla scrittura creativa in Italia nasce a metà degli anni Ottanta del XX secolo, grazie all'iniziativa di alcuni scrittori che attivarono i primi corsi. Il primo a inaugurare corsi di scrittura creativa è Raffaele Crovi che, nel 1984, presso il Teatro Verdi di Milano, ne introduce l'insegnamento. L'anno successivo cede il testimone a Giuseppe Pontiggia. Pochi anni dopo, nel 1988, a Roma nasce la "Scuola di scrittura Omero", prima scuola di scrittura creativa. Il primo corso è tenuto da Vincenzo Cerami, noto scrittore e sceneggiatore. Nel 1989, a Firenze, viene fondata la Scuola di "Semicerchio. Rivista di poesia comparata", la prima a nascere come scuola di poesia, poi estesa alla narrativa. Nel 1993 Giulio Mozzi fonda a Padova la “Piccola scuola di scrittura creativa” presso il circolo “Lanterna Magica”. Nel 1994, a Torino, Alessandro Baricco con alcuni colleghi apre la “Scuola Holden” e negli anni immediatamente successivi a Venezia inizia la sua attività il “Laboratorio di scrittura creativa” presso il circolo “Walter Tobagi”, mentre a Trieste viene avviato il progetto di scrittura “Parola per parola” e a Milano, prima presso lo Zelig, poi al Teatro dell'Arte, “Bartleby - Pratiche della scrittura e della lettura”, il progetto di Giampaolo Spinato che tra il 2005 e il 2015 darà vita all'associazione “Bartleby Factory".

## Scrittura e creatività
La scrittura creativa nasce dall'applicazione della potenzialità creativa, presente in forme diverse in tutte le persone e che consente di elaborare soluzioni nuove, inedite ed originali nei vari contesti della vita, alla scrittura. Tale applicazione produce degli elaborati in cui sono presenti gli elementi tipici della creatività stessa intesi come: fantasia, invenzione, immaginazione, originalità. Lo scrittore creativo dal primo istante in cui pensa ad una storia fino a quando ne scrive la scena finale deve far uso di tutti e cinque i sensi, poiché l'immaginazione creativa viene alimentata dalla capacità di tradurre la realtà in modo inedito e dall'abilità di usare la fantasia per rielaborare in modo originale le conoscenze acquisite con precedenti esperienze dirette o indirette (ad esempio di lettura). Proust a tale proposito sosteneva che: ”il vero viaggio di scoperta non è cercare nuove terre, ma avere nuovi occhi”. Un elemento basilare e costitutivo della scrittura creativa sono le idee le quali si sviluppano attraverso due fasi, una divergente, l'altra convergente: nella prima fase la mente è libera di viaggiare senza confini all'interno di mondi fantastici, possibili e impossibili; nella seconda fase, invece, le idee vengono raccolte, scelte, analizzate e selezionate. L'altro elemento fondamentale della scrittura creativa è lo stile. Nella scrittura creativa le emozioni e i sensi si combinano producendo storie che riescono a conquistare per la loro particolarità l'attenzione del lettore; la scrittura creativa collega il pensiero, le emozioni e le sensazioni (reali o immaginate) di chi scrive con quelli di chi legge attraverso un ponte empatico che ha come punto di partenza la fantasia, la capacità e l'ispirazione dello scrittore e come punto di arrivo l'immaginazione, l'interpretazione e la rielaborazione del lettore.

## Metodi di insegnamento
Negli Stati Uniti, oltre alle università che hanno nei loro programmi come materia autonoma la scrittura creativa, esistono numerose scuole di scrittura che organizzano corsi di scrittura creativa, aperti a tutti e a pagamento; la maggior parte applica metodologie di insegnamento uguali o simili. Nelle classi, generalmente con pochi partecipanti e altamente strutturate, vengono usati i seguenti metodi:
- lezioni sugli elementi dell'arte della scrittura dove i partecipanti imparano come creare una trama, un intreccio, come impostare dialoghi, come creare personaggi, quando introdurre nuovi elementi, come dare “voce” ad una storia;
- esercizi di scrittura dove ognuno scrive le proprie opere e poi le sottopone all'attenzione di altri studenti o colleghi del corso;
- lezioni in cui vengono analizzati i lavori dei colleghi, con la possibilità di avere degli utili e positivi feedback relativi ai loro progetti.

Oltre a commenti e opinioni, vengono dati suggerimenti da esperti e insegnanti, attraverso un dialogo in cui è possibile fare domande ed avere risposte immediate; questo metodo è utilissimo per migliorare la scrittura e le capacità degli aspiranti scrittori.
Oltre a credere profondamente che l'arte della scrittura si possa insegnare, nei corsi di scrittura creativa si ha come obiettivo la demistificazione del processo di scrivere, e si dà la possibilità agli studenti di imparare a liberare la propria immaginazione e fantasia in un ambiente sicuro e creativo.

## Tecniche, teoria e pratica
Nella parte teorica di un insegnamento si comincia elaborando un testo nel quale si tiene conto di alcuni elementi fondamentali.

### Componenti della scrittura creativa
- l'ispirazione creativa: lo spunto può essere colto dalla realtà presente o passata, dalla storia o da un evento immaginario; ma l'ispirazione può derivare anche da un sogno come avveniva per esempio per lo scrittore William Seward Burroughs, il quale proprio dalla propria attività onirica ha tratto spunto per realizzare la maggior parte delle sue storie, soprattutto per quanto riguarda l'ambientazione e i personaggi. Il drammaturgo belga, Michel de Ghelderode invece, nel creare i suoi drammi si ispirava molto spesso ai quadri della tradizione fiamminga; la scrittrice Dacia Maraini per scrivere il romanzo “La lunga vita di Marianna Ucrìa” si ispirò ad un quadro esposto a Villa Valguarnera a Bagheria.
- il linguaggio e lo stile: la terminologia adottata costituisce un potente mezzo di comunicazione: l'uso di similitudini e metafore contribuisce ad arricchire la narrazione di eleganza così come gli elementi denotativi e connotativi delle parole aggiungono stile ed efficacia alla narrazione stessa. Lo stile è inoltre fondamentale per rendere vivido il racconto stesso, caratteristica centrale della narrativa, che non significa realismo ma una buona percezione da parte del lettore delle scene e dei fatti descritti. La parola quindi, costituita dagli aggettivi, avverbi, nomi e preposizioni è la vera padrona di casa di tutto il tessuto narrativo.
- i personaggi e l'ambiente: l'intreccio fondamentale della storia nasce dall'interazione dei vari personaggi all'interno dell'ambiente narrato; esistono opinioni diverse in merito all'ordine in cui nascono i personaggi e l'ambiente. Alcuni scrittori sostengono che la storia abbia origine da un contesto all'interno del quale debbano essere dipinti e narrati i personaggi, altri scrittori invece sostengono che viceversa i personaggi con le loro peculiarità e caratteristiche comporranno e sveleranno lo sfondo e l'ambiente in cui essi stessi si muoveranno. Già Aristotele aveva affrontato la questione dando priorità all'ambiente e affermando che “i personaggi non svolgono l'azione scenica per riprodurre i caratteri, ma attraverso le azioni essi assumono i caratteri”. “Inoltre, senza azione non sussiste tragedia, ma può sussistere senza caratteri”. I personaggi inoltre rappresentano un vero veicolo liberatore di creatività: essi vengono concepiti, modificati, caratterizzati e rimangono all'interno della mente dello scrittore fino a quando non sono veramente reali e pronti per essere inseriti e calati nella storia. Di essi, poi, vengono dipinti, attraverso una mirata distribuzione di dettagli durante tutto il racconto, i tratti fisici, psicologici e caratteriali che vanno a comporre e a svelare la loro personalità.
- spazi e luoghi: delimitano l'habitat all'interno del quale si muovono i personaggi e si sviluppa la trama; possono essere reali o di fantasia, ricchi di dettagli e con riferimenti a luoghi e paesi ben precisi oppure più generici e meno particolareggiati. La scelta di fornire o omettere questi elementi risponde all'intento dello scrittore di creare le condizioni perché il lettore si immedesimi nella storia stessa oppure la completi con elementi tratti dalla propria soggettività.
- la conflittualità/tensione: è un elemento determinante per catturare l'attenzione del lettore ed è sempre stata una fonte preziosa di interesse che ha nutrito tutta la letteratura. Spesso il conflitto non è solamente uno, ma la storia si arricchisce di intensità con l'introduzione di nuovi elementi conflittuali che si vanno a sovrapporre e a intrecciare a quello di partenza. La bravura dello scrittore consiste nel riuscire a moderare la durata, l'intensità e la frequenza degli eventi tensivi allo scopo di coinvolgere il lettore con un adeguato livello di attenzione e interesse tale da proseguire nella lettura.
- suspense e sorpresa: è il modo in cui lo scrittore riesce ad organizzare la storia alimentando ad arte le situazioni con colpi di scena o momenti che tengono il lettore con il fiato sospeso, oppure lo sorprendono con eventi impossibili da immaginare fino alla riga precedente. Nello specifico, la suspense si realizza quando il lettore è a conoscenza che molto vicino nel racconto capiterà qualcosa di negativo ad uno o più personaggi, i quali molto spesso ignorano la possibilità che ciò avvenga; la sorpresa, invece, è l'accadimento di un fatto positivo o negativo ma non immaginabile fino a quel punto né da parte del lettore, né da parte del personaggio che viene coinvolto.
- trama: è l'elemento che costituisce la struttura portante del tessuto narrativo e può essere suddivisa nelle seguenti fasi: apertura e ambientazione, susseguirsi della vicenda, apice dell'intreccio e conclusione. Nella fase iniziale vengono forniti gli elementi necessari per potersi orientare e allo stesso tempo una parte di elementi misteriosi per stimolare la curiosità del lettore; con il susseguirsi della storia e il conseguente sviluppo si arriva alla fase cruciale e centrale che è costituita dalla fabula, cioè dalla sequenza cronologicamente ordinata degli eventi, e dall'intreccio, cioè dalla disposizione degli eventi come impostata dall'autore (con analessi e prolessi). L'apice della vicenda è il momento determinante in cui l'attenzione e la curiosità del lettore raggiunge il livello più intenso che lo porterà, attraverso una calibrata modulazione di vari momenti, alla conclusione o soluzione della vicenda narrata.
- tempo della narrazione: in genere il tempo narrato non coincide con il tempo reale e spesso proprio per esigenze temporali l'autore può scegliere di accelerarlo o di rallentarlo; in entrambi i casi inoltre si può scegliere di non raccontare tutti i passaggi ma di lasciare parte di essi alla fantasia o alla deduzione del lettore. I fatti che non vengono narrati si chiamano “ellissi” mentre quelli che vengono dedotti si chiamano “inferenze”.
- Show, don't tell (Mostra, non raccontare) è un'espressione di tecnica narrativa di derivazione anglosassone. Viene utilizzata come raccomandazione per gli scrittori che fanno un uso eccessivo di spiegazioni e commenti a discapito dell'azione e dei dialoghi. Se lo scrittore usa azione e dialoghi per rivelare un personaggio, la trama dovrebbe risultare più interessante al lettore. Quest'ultimo dovrebbe sentire di vedere la scena schiudersi di fronte a sé e, in conseguenza di ciò, giungere a una propria interpretazione senza interferenze da parte dell'autore.

Una narrazione creativamente efficace quindi prevede il coinvolgimento di molteplici fattori ed elementi, dal prologo all'epilogo il tessuto narrativo deve coinvolgere in modo coerente ma anche a tratti sorprendente il lettore, dove a partire dai singoli personaggi, passando alla trama ma anche all'ambiente e allo stile narrativo, si arriva ad avere una lettura piacevole e stimolante.
Nella fase pratica del lavoro vengono messi in pratica gli strumenti narrativi acquisiti durante l'analisi teorica. Durante ogni lezione si fanno esercitazioni, confronti e correzioni. Vengono scritti racconti e analizzate le idee individuali per uno sviluppo letterario. È questa la fase in cui la creatività viene incoraggiata e indirizzata sulla strada di un percorso narrativo coerente e personale.
Nei laboratori di scrittura creativa gli insegnanti offrono gli strumenti per affrontare la stesura di un testo narrativo attraverso la verifica delle fasi e degli elementi che lo costituiscono. Si parte con la lettura dei testi e, successivamente, si passa all'esercitazione della scrittura. Leggere è la prima e più importante attività per chi scrive; come in tutte le arti, il punto di partenza è l'esperienza dei maestri: ecco quindi che diventa indispensabile la presenza in ogni lezione di esercizi guidati su testi letterari già scritti, alcuni famosi, altri da scoprire, e l'approfondimento di classici, che permettono di conoscere la pratica letteraria “dal vivo” e di scoprire le tecniche in azione usate dagli scrittori. Gli esercizi permettono di mettere le basi della creatività letteraria, anche attraverso il confronto del proprio lavoro con quello degli altri studenti. In questo modo il corso viene vissuto come un vero e proprio laboratorio di scrittura: ogni tappa dell'apprendimento diventa l'occasione per scoprire il piacere di fare letteratura, di verificare le proprie attitudini e di individuare una voce personale.
La scrittura creativa - racconti e romanzi, fiabe, gialli, storie di fantasmi, fantascienza, teatro, poesia – applica diverse tecniche, a seconda del tipo del testo letterario che si va a scrivere. Ad esempio per scrivere un racconto bisogna seguire certe regole, che non sono le stesse “utilizzabili” in una poesia.

## Dibattito sull'insegnamento della scrittura creativa
La domanda che si pongono tanti è: si può insegnare a scrivere un romanzo? È vero che la predisposizione per la scrittura è una attitudine personale ma è altresì vero che il talento non si presenta sempre in maniera evidente. Il talento è una qualità che va coltivata e sviluppata una volta scoperta. E come per qualunque altra disciplina artistica, anche per la creatività letteraria esistono dei metodi che aiutano a verificare e potenziare le proprie capacità.
Nei Paesi anglosassoni l'insegnamento della scrittura creativa è ormai un'abitudine consolidata e viene inserita in quasi tutti i percorsi formativi e scolastici, soprattutto quelli umanistici. Nonostante questo, sulle tecniche e sui metodi di insegnamento della scrittura creativa si sono aperti vari dibattiti nel mondo letterario internazionale e molti hanno scritto articoli esprimendo opinioni contrarie all'insegnamento.
“... Uno scrittore privo di talento non può evolvere uno stile letterario di qualche merito. [...] Non credo che si possa insegnare a scrivere a chi già non possiede talento letterario. Solo in quest'ultimo caso (se esiste del talento) un giovane autore può essere aiutato a trovare sé stesso, a liberare il proprio linguaggio dai cliché, a eliminare le goffaggini, ad abituarsi a cercare con risoluta pazienza la parola giusta, la sola che potrà trasmettere con la massima precisione l'esatta sfumatura e intensità del suo pensiero.”
Nonostante ci sia un grande numero di programmi accademici e percorsi privati di scrittura creativa in tutto il mondo, molte persone pensano che la scrittura creativa non possa essere insegnata. Kay Boyle, nota scrittrice e insegnante, direttrice del programma di scrittura creativa a San Francisco per sedici anni, ha dichiarato: “tutti i programmi di scrittura creativa dovrebbero essere aboliti per legge”.
Secondo Ermanno Cavazzoni, quando si fa della letteratura
(Ermanno Cavazzoni, Il limbo delle fantasticazioni, pp. 19-20)